# Soziokratie
Soziokratie ist eine Organisationsform, mit der Organisationen verschiedener Größe – von der Familie über Unternehmen und Nichtregierungsorganisationen bis zum Staat – konsequent Selbstorganisation umsetzen können. In ihrer modernen Fassung basiert sie auf Erkenntnissen der Systemtheorie. Durch ihre Prinzipien wird sichergestellt, dass ein Ignorieren von Spannungen strukturell vermieden wird und im Sinne von gemeinsamen Zielen nachgesteuert wird. Die Mitglieder einer Organisation entwickeln Mitverantwortung kollektiver Intelligenz sowohl für den Erfolg der Organisation als Ganzes als auch für jeden Einzelnen.

## Etymologie
Abgeleitet ist Soziokratie von den lateinischen und altgriechischen Wörtern socius (Begleiter) und kratein (regieren). Der französische Philosoph Auguste Comte, der auch den Ausdruck Soziologie schuf, prägte 1851 das Wort sociocratie. Später wurde es vom US-amerikanischen Soziologen Lester Frank Ward in einem wissenschaftlichen Artikel benutzt, den er für die Penn Monthly 1881 verfasste.

## Entwicklung im 20. Jahrhundert

### Kees Boeke
Mitte des 20. Jahrhunderts aktualisierte der Reformpädagoge und vom christlichen Anarchismus inspirierte Quäker Kees Boeke die Ideen von Ward und erweiterte sie erheblich an seiner Schule Werkplaats Kindergemeenschap. Boeke sah Soziokratie als eine Form der Regierung oder des Managements an, die von einer Gleichberechtigung der Individuen ausgeht und auf dem Prinzip des Konsent beruht. Dieses ist gekennzeichnet vom Grundsatz, dass eine Entscheidung nur getroffen werden kann, wenn niemand der Anwesenden einen schwerwiegenden und begründeten Einwand im Sinne der gemeinsamen Ziele hat. Die Entscheidungen bekommen eine hohe Akzeptanz und werden auch von den Ausführenden mitgetragen, solange sie sich als hilfreich erweisen. Die Gleichberechtigung wird im Unterschied zur Demokratie also nicht durch den Grundsatz „Ein Mensch – eine Stimme“ verkörpert.
Soziokratie gibt der Mehrheit in Gruppenentscheidungsprozessen weniger und dem Einzelnen mehr Macht als die Demokratie. Daher wurde sie von ihren Begründern als der nächste Schritt nach der Demokratie gesehen. Das Erfordernis eines Konsenses würde die Demokratie anfällig für politische Lähmung machen (außer in kleinen, homogenen Gruppen): Ein Mensch kann mit einem entschlossenen, unbegründeten Einwand jede Entscheidung blockieren. Um dieses Problem zu verringern, wird nicht gefragt, ob jeder zustimmt, sondern ob jemand dagegen ist (was eine psychische Hürde erzeugt). Eine bloße Missbilligung des Antrages reicht nicht aus, sondern man muss ein triftiges Argument vorbringen, welches wiederum dabei hilft, eine verfeinerte Lösung zu finden, die dieses Argument berücksichtigt. Soziokratie beruht damit nicht auf dem Konsensprinzip, sondern auf dem Konsentprinzip (engl.: consent), was bedeutet, dass sich nicht alle Teilnehmer einig sein müssen, aber ihren Konsent (ihr Einverständnis) zu einer Lösung geben, die entsprechend den Umständen geeignet ist.
Für die Anwendung der Soziokratie in größeren Gruppen wird ein System der Delegation benötigt, bei dem die Gruppe Repräsentanten auswählt, die für sie die Entscheidungen auf einer höheren Ebene treffen. Kees Boeke führte die Ausdrücke naasthoger und naastlager ein. Naast (niederländisch für „nächst“) bezieht sich darauf, dass eine höhere Ebene nicht höhergestellt ist als eine niedrigere. Das Entscheidungsgremium einer „nächsthöheren“ Ebene darf in einer soziokratischen Organisation seine Politik nicht einer „nächstniedrigeren“ Ebene aufzwingen.

### Gerard Endenburg
1970 übertrug Gerard Endenburg die Arbeit seines Lehrers Boeke auf das elektrotechnische Unternehmen, das er zwei Jahre zuvor von seinen Eltern übernommen hatte. Es entstand die Organisationsmethode Sociocratische Kringorganisatiemethode (englisch Sociocratic Circle organisation Method), die 1976 eine Unternehmenskrise überwinden half und weltweite Beachtung fand.
Laut Endenburg gibt es vier Grundprinzipien in der Soziokratie:
1. Der Konsent regiert die Beschlussfassung, das Konsentprinzip.[3]
2. Die Organisation wird in Kreisen aufgebaut, die innerhalb ihrer Grenzen autonom ihre Grundsatzentscheidungen treffen.
3. Zwischen den Kreisen gibt es eine doppelte Verknüpfung, indem jeweils mindestens zwei Personen an beiden Kreissitzungen teilnehmen: ein funktionaler Leiter sowie mindestens ein Delegierter.[4]
4. Die Kreise wählen die Menschen für die Funktionen und Aufgaben, die für die Verwirklichung des gemeinsamen Zieles als notwendig erachtet wurden, im Konsent nach offener Diskussion.

## Entwicklung im 21. Jahrhundert
Die bisherige Soziokratie wurde zu großen Teilen von Brian Robertson in seiner kommerziellen Systemik Holokratie verwendet und zum Teil weiterentwickelt. Einige dieser Entwicklungen, wie die Unterteilung in Domänen und die Einteilung von Entscheidungen in Governance und operatives Geschäft wurden zusammen mit großen Teilen von Agile und Lean Management in den Ansatz Soziokratie 3.0 übernommen.

## Soziokratie als Moderationsmethode
Die Soziokratie will ohne Abstimmungen auskommen, es sollen Argumente zählen und nicht die Anzahl der Stimmen. Jedes Kreismitglied wird gehört und kann durch einen schwerwiegenden Einwand die Entscheidung zu einem ungeeigneten Vorschlag verhindern. Eine Entscheidung ist gültig, sobald alle Kreismitglieder ihren Konsent (keinen Einwand) geben. Dabei entscheidet jeder ganz individuell, ob es sich im Hinblick auf das gemeinsame Ziel um einen „schwerwiegenden“ Einwand handelt. Allerdings gehört zu dem Einwand auch immer ein Argument, um zu verstehen, was hinter dem schwerwiegenden Einwand steckt. Mit Hilfe der Argumente wird in der Gruppe eine neue Lösung gefunden. Diese Entscheidungsfindung braucht  eine kompetente Moderation und etwas mehr Zeit, als einfach die Anzahl der Stimmen entscheiden zu lassen. Andererseits gibt es keine „Verlierer“ und alle Mitglieder können sämtliche Entscheidungen verstehen und mittragen.

## Soziokratische Schule
In den Niederlanden sind spätestens seit 2003 Soziokratische Schulen entstanden. Die erste Soziokratische Schule in Deutschland ist laut Eigenaussage die Frisch-Schule in Erbach im Bundesland Hessen (Gründung 2014). Die trilinguale Soziokratische Schule Apego in Berlin gründete sich 2017.
Schulen,  die sich „soziokratisch organisiert“ nennen, sind im Allgemeinen keine Soziokratischen Schulen, sondern wenden die Soziokratie „lediglich“ auf die Lehrerschaft und evtl. die Elternschaft an.

### Vertreter der Soziokratie
- Kees Boeke: Sociocratie. Veröffentlicht am 5. Mai 1945; siehe auch Erläuterungen seiner Ehefrau Beatrice C. Boeke: Sociacracy. Democracy as it might be; first published in May 1945 by Kees Boeke (1884–1966)
- Gerard Endenburg#Buchveröffentlichungen
- Isabell Dierkes/ Pieter van de Meché: Mitglieder des Soziokratischen Zentrums Deutschland
- Christian Rüther: Was ist Soziokratie? – Überblick und Nutzen (PDF; 79 kB), Master-Arbeit: Soziokratie. Ein Organisationsmodell. Grundlagen, Methoden und Praxis (PDF; 3,5 MB) sowie Buch: Soziokratie, S3, Holakratie, Laloux und Newwork. (PDF; 3,5 MB)
- Ralph Westphal: Soziokratie-affiner Softwareentwickler  und
- John a. Buck und Gerard Endenburg: http://www.governancealive.com/wp-content/uploads/2010/02/Creative-Forces-of-Self-Organization.pdf